# Skit Narodzenia św. Jana Chrzciciela w Werbce
Skit Narodzenia św. Jana Chrzciciela – prawosławny skit w Werbce, należący do eparchii włodzimiersko-wołyńskiej Ukraińskiego Kościoła Prawosławnego Patriarchatu Moskiewskiego.
Założony w 2001 skit podlega monasterowi św. Mikołaja w Mielcach. Został on powołany na miejscu monasteru Trójcy Świętej, jaki działał co najmniej między XVI a XVIII stuleciem.